# Муромский фанерный завод
Му́ромский фане́рный заво́д (ныне ЗАО «Муром», своё название компания поменяла в 1996 году в результате реорганизации) — производственное предприятие в городе Муром Владимирской области.

## История
Строительство Муромского фанерного завода началось в Первую пятилетку, в 1929 году.

Во время Великой Отечественной войны 1941 - 1945 гг. завод выпускал дельта-древесину. За успехи в выпуске спецпродукции семь фанерщиков были удостоены высоких правительственных наград: ордена Трудового Красного Знамени — лущильщик В. И. Серяков и директор завода В. М. Гуров, ордена Красной Звезды — главный инженер А. И. Мельников, ордена «Знак Почёта» — начальник спеццеха С. Л Карпиевич, медалей «За трудовую доблесть» — вентилевая М. П. Лысова, сменный мастер А. М. Большакова и помощник заведующего производством В. А. Трунин.
Из повесток дня Муромского городского комитета обороны. 1941—1942 гг.:

Протокол 17. От 26 февраля 1942 г.

О передаче круглого леса, принадлежащего конторе мостпромсовета, муромскому фанерному комбинату.

На протяжении всей полуторавековой жизни фанеры регулярно обнаруживаются новые способы её применения и рынки, где она выступает оптимальным материалом. Так, сначала, примерно первые 15 лет, из неё делали только дверные панели. Когда появились поезда, стали применять в вагоностроении, потом в авиапроме (речь, конечно, о кукурузниках, а не о современных истребителях). Отечественный Муромский фанерный комбинат, к примеру, был построен исключительно для нужд авиации.журнал «Эксперт», 31 марта 2008 г
В 1949 году проведена реконструкция производства.

## Деятельность
Производит фанеру и ДСП, мебель.
Годовое производство: 2004 год — 42495 м³, 2005 год — 57617 м³ (18 место среди крупнейших российских производителей фанеры)
В начале 2007 года запущена новая линия по производству фанеры, состоящая из линии лущения, сушилки «Гриенцебах» Германия, пресс фирмы «Китагава» Япония, линия ребросклейки «Hashimoto» Япония.